# Hans Staininger
Hans Staininger (ou Steininger, les deux orthographes sont acceptées), né vers 1508 à Pfarrkirchen et mort le 28 septembre 1567 à Braunau am Inn, était le capitaine de la ville (bourgmestre) de Braunau ; il était célèbre pour sa barbe exceptionnellement longue.
Hans Steininger a été élu six fois maire de Braunau am Inn. Sa barbe mesurait trois aunes et demie (environ deux mètres) de long, bien qu'on raconte qu'il l'ait fait couper six fois. Il serait mort des suites d'une chute après avoir marché sur sa barbe (qu'il portait habituellement enroulée dans sa poche),,,,,. Après sa mort, sa barbe fut enlevée et conservée comme relique familiale. En 1911, la barbe fut héritée par la ville de Braunau et peut désormais être vue au musée du district (Herzogsburg),. L'authenticité des poils de barbe exposés a été prouvée chimiquement et microscopiquement.

## Illustrations

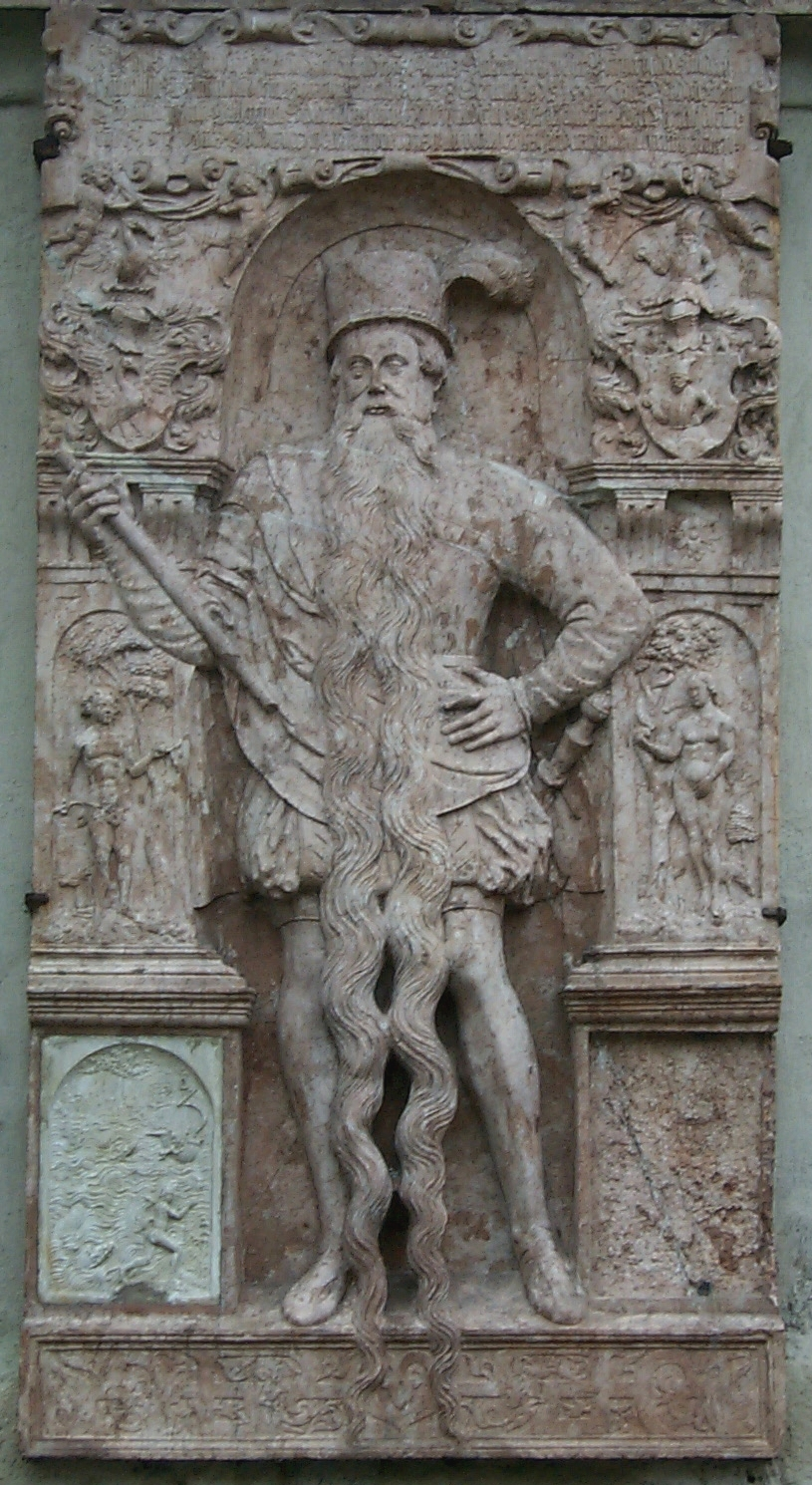
Pierre tombale de Hans Staininger.
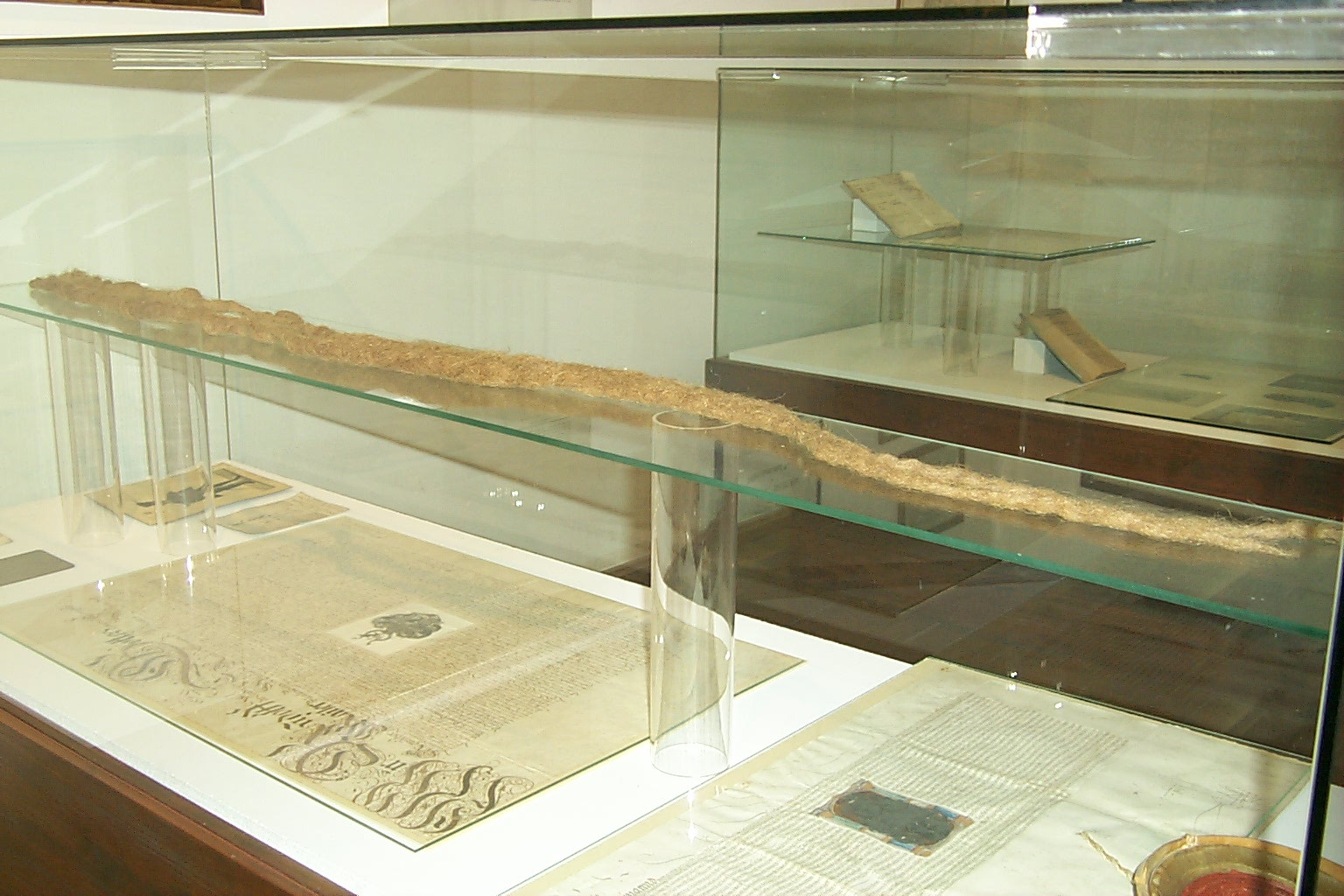
Poils de barbe de Hans Staininger (Herzogsburg).